# 亞歷山大·多爾戈波洛夫
亞歷山大·亞歷山德羅維奇·多爾戈波洛夫（烏克蘭語：Олександр Олександрович Долгополов，1988年11月7日—），是一位烏克蘭職業網球運動員。於2006年轉為職業選手。

## 早年
多爾戈波洛夫，3歲開始打網球，他的父親為他的教練，也曾是烏克蘭網球運動員。
2006年開始參加ATP巡迴賽，他也代表烏克蘭參加台維斯盃，與英國交手，而敗給安迪·穆雷。

### 2010年
2010年法國網球公開賽，第一輪與地主老將阿诺·克莱芒大戰五盤，最後在第五盤以6-3取勝晉級，第二輪遭遇智利老將費爾南多·岡薩雷斯，以直落三盤而取勝晉級，這是他在大滿貫打出職業生涯的代表作，第三輪遭到西班牙好手尼古拉斯·阿爾瑪格羅，遭到對手直落三盤而淘汰出局。
2010年溫布頓網球錦標賽，第一輪與瑞士老將马尔科·丘迪内利交手，以直落三盤取勝晉級，第二輪與若-威尔弗里德·特松加交手，給予對手極大的威脅，特松加本以二盤在手領先，但多爾戈波洛夫連追二盤，第五盤雙方保持均勢打至Long Game，最後以8-10而落敗。

### 2011年
2011年澳洲網球公開賽，首次參賽，連續爆冷打敗兩位著名球員（第三輪擊敗一屆澳網亞軍若-威尔弗里德·特松加、第四輪擊敗兩屆法網亞軍羅賓·索德靈），闖入八強，繼前輩安德烈·梅德维德夫，在1999年法國網球公開賽闖入決賽，第二位進入大滿貫八強的球員。

## 外部連結
- 官方网站
- 亞歷山大·多爾戈波洛夫（英文/西班牙文）的官方資料
- 亞歷山大·多爾戈波洛夫的國際網球總會 職業／青少年 官方資料（英文）
- 亞歷山大·多爾戈波洛夫的官方資料（英文）